# Calambata
Calambata é uma localidade angolana que se localiza na província de Zaire.
Até setembro de 2024 foi, administrativamente, uma vila e comuna do município de Mabanza Congo.
Na Guerra de Independência de Angola sediou uma aquartelamento do Exército Português.